# Enregistrement promotionnel 1 (album d'ADX)
 (août 2014).
Si vous disposez d'ouvrages ou d'articles de référence ou si vous connaissez des sites web de qualité traitant du thème abordé ici, merci de compléter l'article en donnant les références utiles à sa vérifiabilité et en les liant à la section « Notes et références ».
Albums de ADX
La Terreur
(1986) Suprématie
(1987)
Enregistrement Promotionnel 1 est le premier EP promotionnel et le troisième EP du groupe de speed metal français ADX sorti en 1987.

## Liste des titres
| No | Titre                        | Durée |
| -- | ---------------------------- | ----- |
| 1. | Suprématie                   | 3:05  |
| 2. | Notre Dame de Paris (Sample) | 1:29  |
| 3. | Victime (Sample)             | 1:22  |

Paroles et musique : ADX.

## Composition du groupe
- Philippe "Phil" Grelaud - Chant.
- Hervé "Marquis" Tasson - Guitare.
- Pascal "Betov" Collobert - Guitare
- Frédéric "Deuch" Deuchilly - Basse.
- Didier "Dog" Bouchard - Batterie.